# Gerhard von Essen

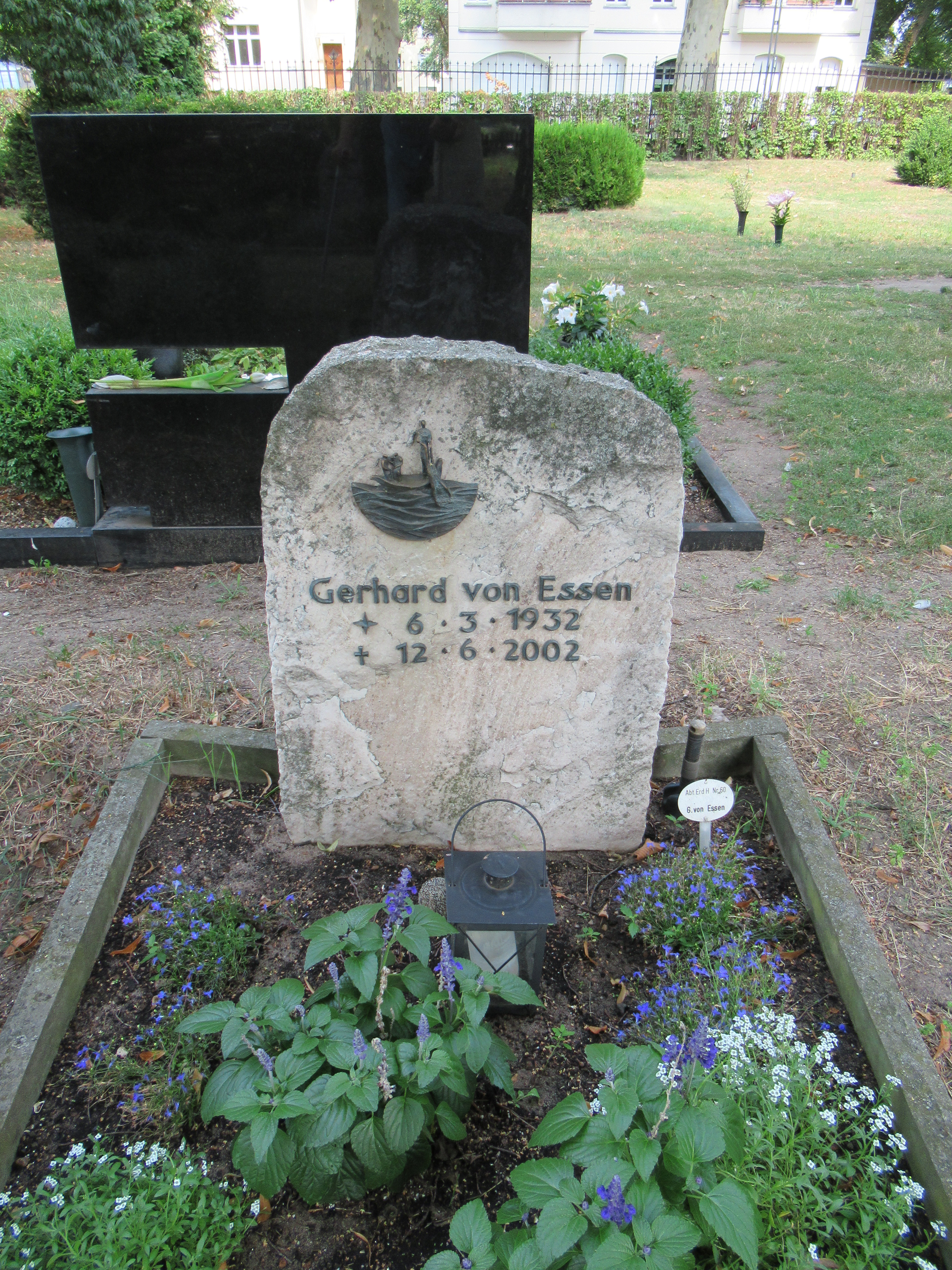
Grabstein für Gerhard von Essen auf dem Friedhof Stralau

Gerhard von Essen (* 6. März 1932 in Bednarken, Landkreis Osterode in Ostpreußen; † 12. Juli 2002 in Luckenwalde) war ein deutscher evangelischer Geistlicher und Politiker (SPD). Er gehörte von 1990 bis 1995 dem Abgeordnetenhaus von Berlin und zuvor der (Ost-)Berliner Stadtverordnetenversammlung an.
Gerhard von Essen studierte evangelische Theologie und war von 1961 bis 1975 Pfarrer der St.-Petri-Kirche in Luckenwalde, danach an der Offenbarungskirche in Berlin-Friedrichshain. Im Ruhestand lebte er seit 1997 wieder in Luckenwalde.
Von Essen erhielt 1990 ein Direktmandat im Wahlkreis Friedrichshain 3 (Boxhagener Straße, Grünberger Straße) für die SPD im Berliner Abgeordnetenhaus, das er bis 1995 innehatte.